# 斯伯納克
斯伯納克（英語：Sabnak），为所羅門七十二柱魔神中排第43位的魔神。支配五十支軍團的候爵。被描繪成手持大劍的獅頭人。別名「斯伯拉克」（Sabnack）、「斯伯諾克」（Sabnock）、「薩爾馬克」（Salmac）等。斯伯纳克是一名骑苍白色马匹的武装战士。专长为修建城防及给军队提供武装，或以蛆虫之术杀人。

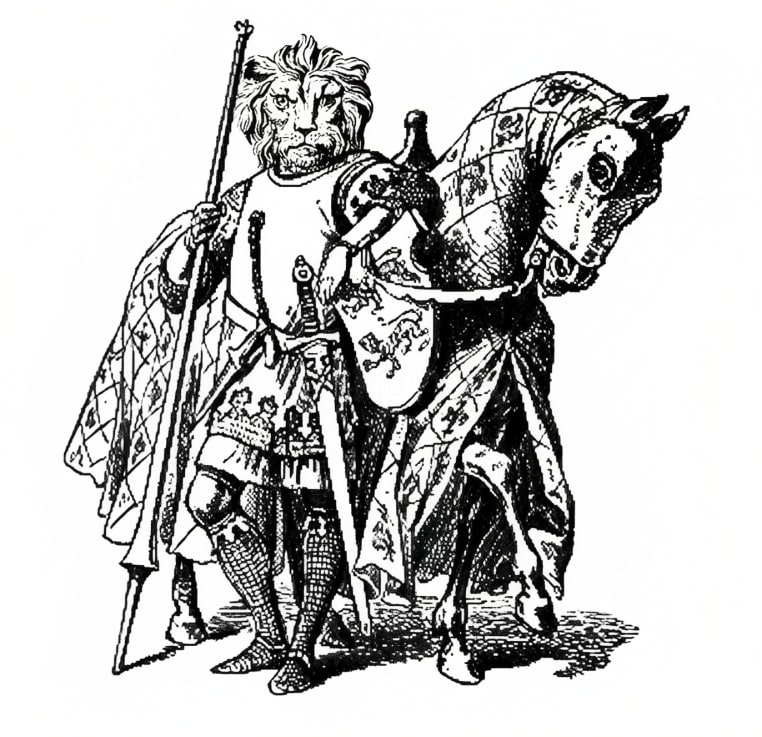
斯伯纳克

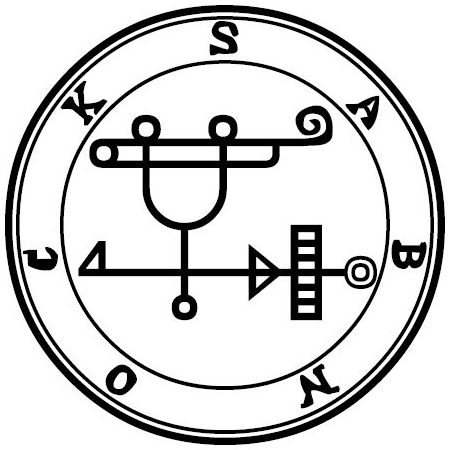
斯伯纳克印章

## 流行文化
机动战士高达SEED里的奥尔加·萨布纳克（Orga Sabnak)之姓氏。